# Campionati europei di ciclocross 2020
I Campionati europei di ciclocross 2020, diciottesima edizione della competizione, si sono disputati a Rosmalen nei Paesi Bassi il 7 e l'8 novembre 2020.
Sono stati assegnati 4 titoli, validi per le categorie Elite e Under-23, i titoli Juniores sono stati annullati a causa della Pandemia di COVID-19.

## Eventi
Sabato 7 novembre
- 12:30 Uomini Under-23
- 14:00 Donne Elite

Domenica 8 novembre
- 12:00 Donne Under-23
- 13:30 Uomini Elite

## Medagliere
| Pos.   | Nazione       | Oro | Argento | Bronzo | Totale |
| ------ | ------------- | --- | ------- | ------ | ------ |
| 1      | Paesi Bassi   | 3   | 1       | 3      | 7      |
| 2      | Belgio        | 1   | 1       | 0      | 2      |
| 3      | Gran Bretagna | 0   | 1       | 1      | 2      |
| 4      | Ungheria      | 0   | 0       | 1      | 1      |
| Totale | Totale        | 4   | 4       | 4      | 12     |

## Sommario degli eventi
| Eventi            | Oro                                    | Tempo                                 | Argento                               | Tempo                                 | Bronzo                                | Tempo                                 |
| Uomini            |                                        |                                       |                                       |                                       |                                       |                                       |
| Elite dettagli    | Eli Iserbyt Belgio                     | 1h04'28"                              | Michael Vanthourenhout Belgio         | a 16"                                 | Lars van der Haar Paesi Bassi         | a 22"                                 |
| Under-23 dettagli | Ryan Kamp Paesi Bassi                  | 51'28"                                | Thomas Mein Gran Bretagna             | a 12"                                 | Cameron Mason Gran Bretagna           | a 13"                                 |
| Junior            | annullata per la Pandemia di COVID-19  | annullata per la Pandemia di COVID-19 | annullata per la Pandemia di COVID-19 | annullata per la Pandemia di COVID-19 | annullata per la Pandemia di COVID-19 | annullata per la Pandemia di COVID-19 |
| Donne             |                                        |                                       |                                       |                                       |                                       |                                       |
| Elite dettagli    | Ceylin del Carmen Alvarado Paesi Bassi | 40'45"                                | Annemarie Worst Paesi Bassi           | s.t.                                  | Lucinda Brand Paesi Bassi             | a 22"                                 |
| Under-23 dettagli | Puck Pieterse Paesi Bassi              | 40'56"                                | Kata Blanka Vas Ungheria              | a 8"                                  | Manon Bakker Paesi Bassi              | a 10"                                 |
| Junior            | annullata per la Pandemia di COVID-19  | annullata per la Pandemia di COVID-19 | annullata per la Pandemia di COVID-19 | annullata per la Pandemia di COVID-19 | annullata per la Pandemia di COVID-19 | annullata per la Pandemia di COVID-19 |